# Tat'jana Moiseeva
Tat'jana Jur'evna Moiseeva (in russo Татьяна Юрьевна Моисеева?; 7 settembre 1981) è un'ex biatleta russa.

## Biografia
In Coppa del Mondo esordì il 15 febbraio 2003 a Oslo Holmenkollen (45ª) e ottenne il primo podio il 17 dicembre 2006 a Hochfilzen (2ª).
In carriera prese parte a due edizioni dei Campionati mondiali (4ª nella staffetta a Östersund 2008 il miglior piazzamento).
A un controllo antidoping effettuato durante i Mondiali di Östersund risultò positiva al desametasone; le successive indagini appurarono che la sostanza era contenuta in un medicinale usato dalla Moiseeva per curare un disturbo oculistico e l'atleta non subì penalizzazioni. Si ritirò al termine di quella stessa stagione.

## Palmarès

### Mondiali juniores
- 2 medaglie:
  - 2 ori (individuale, staffetta a Chanty-Mansijsk 2001)

### Coppa del Mondo
- Miglior piazzamento in classifica generale: 20ª nel 2007 e nel 2008
- 7 podi (4 individuali, 3 a squadre):
  - 5 secondi posti (3 individuali, 2 a squadre)
  - 2 terzi posti (1 individuale, 1 a squadre)